# Camponotus helvus
Camponotus helvus é uma espécie de inseto do gênero Camponotus, pertencente à família Formicidae.